# Boris Mihovilovic Sokol
 (mai 2019).
Si vous disposez d'ouvrages ou d'articles de référence ou si vous connaissez des sites web de qualité traitant du thème abordé ici, merci de compléter l'article en donnant les références utiles à sa vérifiabilité et en les liant à la section « Notes et références ».
Boris Mihovilovic Sokol (né le 31 mai 1957 à Srednje Selo, un village de l'île de Šolta, en Croatie) est un peintre croate.
Il a déménagé en Allemagne à Offenbach am Main en 1980. C'est à partir de ce moment de sa vie que son engagement dans la peinture s'est fortement intensifié.
Sa première exposition a eu lieu en 1983 à Francfort-sur-le-Main. Les années qui suivirent, il apprit différentes techniques, surtout en copiant Johannes Vermeer et des peintres italiens.
Peu à peu, il trouve son propre style, huile sur toile.
Il a exposé ses œuvres à Offenbach, à Bad Wurzach, Giesen, Hoffheim, Schwalbach et à Francfort-sur-le-Main.
Son atelier est maintenant sur l'île sur laquelle il est né, Šolta, dans son village natal.